# Трівелпіс (острів)
Острів Трівелпіс — острів у затоці Вайлі, розташований на північний схід від острова Халфвей.
Названий на честь Уейна З. та Сьюзен Грін, які понад двадцять років вивчали екологію морських птахів в районі Антарктичного півострова.

## Дивитися також
- Список антарктичних та субантарктичних островів